# Hanna Plotitsyna
Hanna Oleksandrivna Plotitsyna (en ukrainien, Ганна Олександрівна Плотіцина, née le 1er janvier 1987) est une athlète ukrainienne, spécialiste du 100 m haies.
Elle remporte la médaille d’argent du 100 m haies lors des Jeux européens de 2019.
Son record personnel est de 12 s 89 réalisé en 2017.
Avec l’équipe d’Ukraine, elle remporte la médaille d’or par équipes lors de la finale des Jeux européens de 2019, en étant classée 3e de l’épreuve individuelle du 100 m haies en 13 s 14.